# إستبة

شعار بلدية إستبة.

إستبة أو اصطبة أو أسطبة (بالإسبانية: Estepa)‏ هي بلدية إسبانية تقع في أقصى جنوب شرق مقاطعة إشبيلية، التي بلغ عدد سكانها 12,397 نسمة عام 2007. وتقع هذه البلدية شمال جبال سييرا ديل بيثيرو.

## أعلام
- رافائيل باينا غونزاليس
- خوسيه أنطونيو كارو مارتينيز
- كارلوس ماريا دي كاسترو

## وصلات خارجية
- Town Council of Estepa